# Pithecopus rusticus
Pithecopus rusticus es una especie de anfibio anuro del género Pithecopus. Esta rana es endémica del estado de Santa Catarina, Brasil. Se encuentra en el municipio de Água Doce.

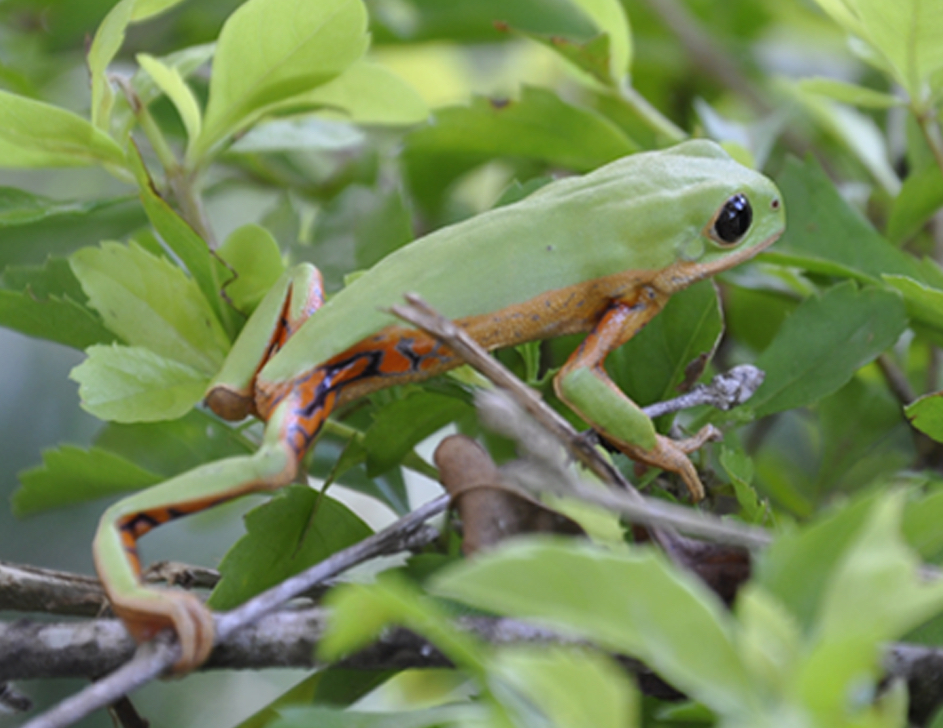

Los 11 especímenes adultos observados en la descripción original medían entre 33,93 mm y 37,09 mm de longitud estándar. El nombre específico proviene del latín rusticus, (rural) en referencia a la distribución de esta especie.